# Cinc Camins
Els Cinc camins és un lloc del terme de Reus, situat a la partida de Monterols, on un antic camí es bifurca en cinc ramals que porten a llocs diferents. Se situa a l'oest del poble de Castellvell, a l'esquerra de la carretera que va de Reus a Castellvell. Venint de Reus, s'hi arriba pel Camí de la Pedrera del Coubi. El primer a la dreta va a Castellvell i a la pedrera. El segon a la mateixa mà, és el del Mig, que condueix a l'Aleixar. El d'enfront, que davalla, és el de la Drecera, i va a Maspujols. El de l'esquerra és el Camí dels Cinc Camins, o del Mas de la Victòria, o també de Monterols, segons la gent de Castellvell. Els Cinc Camins estan situats a la divisòria d'aigües entre el barranc del Tecu i la vall que porta al de la Buada.